# Tarzan the Ape Man (1932)
Tarzan the Ape Man (bra: Tarzan, o Filho das Selvas) é um filme estadunidense de 1932, que relata uma aventura na selva, inspirada no livro de Edgar Rice Burroughs, Tarzan of the Apes, onde o herói é Tarzan, um jovem criado por um grupo de macacos. O filme foi dirigido por W. S. Van Dyke, e os diálogos foram de Ivor Novello. Houve várias refilmagens, destacando-se Tarzan, the Ape Man (1959) e posteriormente Tarzan, the Ape Man (1981).

## Sinopse
James Parker (C. Aubrey Smith) e Harry Holt (Neil Hamilton) estão na África, planejando uma expedição em busca do legendário Cemitério de Elefantes, na tentativa de se apossar dos marfins, cujo valor representa um tesouro fabuloso. São surpreendidos, então, pela filha de Parker, Jane (Maureen O'Sullivan), que chegando à África resolve acompanhá-los na expedição. Holt, atraído por ela, tenta salvá-la dos diversos perigos, mas não consegue impeder que seja raptada pelo guardião da selva, o misterioso Tarzan (Johnny Weissmuller) e seus amigos macacos.
A experiência de ser raptada é constrangedora para Jane, mas aos poucos ela começa a sentir afeto por Tarzan. Resolvida a deixar de lado seu interesse e seguir com o pai, ela retorna para a expedição. Quando, porém, a expedição é capturada por uma tribo de pigmeus que selvagemente começa a matar todos os integrantes do grupo, Tarzan é avisado por Cheetah (Jiggs) e, com a ajuda de elefantes, consegue salvar Jane, James e Holt.
Mesmo ferido, James Parker decide ir com um elefante ferido até o cemitério, onde descobrem o tesouro em marfim. Vencido pelos ferimentos, James morre, e enquanto Holt parte para a civilização, planejando um retorno futuro ao tesouro de marfim, Jane decide ficar na selva, para viver ao lado de Tarzan.

## Elenco
Tarzan (Johnny Weissmuller)
Harry Holt (Neil Hamilton)
Jane Parker (Maureen O'Sullivan)
James Parker (C. Aubrey Smith)
Mrs. Cutten (Doris Lloyd)
Beamish (Forrester Harvey)
Riano (Ivory Williams)
Cheeta (Jiggs – não creditado)
Ape (Ray Corrigan – não creditado)
Bird Creature (Johnny Eck- não creditado)